# 코노토프의 마녀

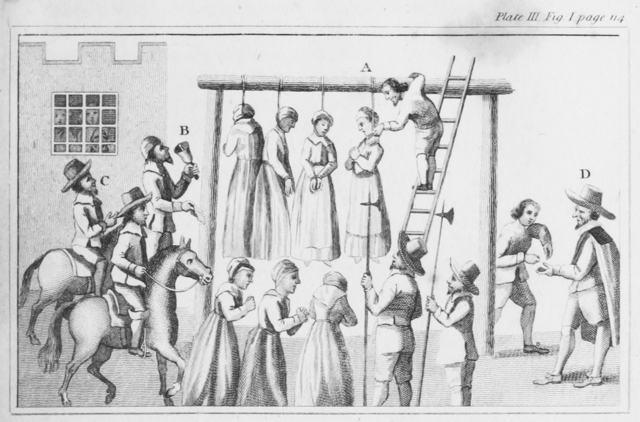

코노토프의 마녀(우크라이나어: Конотопська відьма)는 우크라이나 작가 흐리호리 1크비트카-오스노비아넨코가 1833년에 집필하고, 1837년에 그의 두 번째 책인 《소러시아(우크라이나) 이야기》에 수록되어 출판한 풍자 소설이다.
이 이야기는 코노토프 백(百)코사크 병사 미키타 울라소비치 자브료하, 그의 서기 피스트리아크, 그리고 1마녀 야브도카 주비카에 관한 내용이다. 이 작품은 14개의 장과 에필로그로 구성되어 있으며, 각 장은 “슬프고 음울한”이라는 말로 시작한다.

## 줄거리
이 작품은 코노토프 백(百)병사 미키타 울라소비치 자브료하가 “슬프고 음울하게” 앉아 있는 모습 묘사로 시작된다. 그는 전날 부모가 없고 오직 남동생만 있는 성실하고 아름다운 여자 올레나에게 구애하러 갔지만, 자브료하는 올레나의 남동생에게 여동생을 시집보내겠느냐고 물었으나, 남동생은 그 청혼을 거절했다. 자브료하가 실수를 발견하자, 그는 피스트리아크를 백인대(Cossack hundred) 앞에서 조롱하며 망신을 주고 피스트리아크는 모욕감을 느낀다. 얼마 지나지 않아 체르니히우 연대(Chernihiv Regiment)에서 원정(campaign) 명령이 도착하지만, **서기(scribe)**인 피스트리아크는 그 명령을 이행하기를 거부한다. 대신 그는 연대에 편지를 보내, **코노토프(Konotop)**에 오랫동안 **비(rain)**가 내리지 않아 **마녀 사냥(witch hunt)**을 해야 하므로 코사크들이 코노토프로 올 수 없다고 알렸다.
다음 날, 온 마을 사람들이 연못 근처에 모이다. 서기는 마녀로 의심되는 여러 여성들을 납치해 오고, 시험을 명령한다. 그 시험은  여성을 물에 던졌을 때 익사하면 마녀가 아니고, 살아남으면 마녀라는 것이다. 많은 여성들이 이 잔혹한 시험으로 물에 빠져 목숨을 잃는다. 결국 물 위에 조용히 떠 있는 야브도하 주비하가 진짜 마녀로 밝혀진다. 분노한 남자들이 그녀를 구타하기 시작하지만, 야브도하는 마법을 써서 도망친다.
이후 자브료하와 피스트랴크는 각각 주비하에게 선물을 들고 찾아가 도움을 요청한다. 그녀는 처음에는 자브료하를 위해 마법을 걸어, 올레나가 그에게 반해 결혼을 원하도록 만든다. 올레나의 옛 연인이자 재판관인 데먀안 칼랴프스키는 그녀가 다른 사람과 결혼하게 되어 슬픔에 잠긴다. 그러나 주비하는 그를 위해서도 도와주겠다고 말한다. 자신을 공격했던 이들에 대한 복수를 위해, 주비하는 올레나가 결국 칼랴프스키와 결혼하도록 판을 짠다. 반면 자브료하는 마을에서 가장 무서운 소녀인 솔로하와 결혼하게 된다.
그 직후, 자브료하는 체르니히우 연대의 명령을 따르지 않았다는 이유로 자리에서 물러나며, 피스트랴크 역시 해임된다. 새로운 지휘관 자리는 칼랴프스키가 차지한다.
에필로그에서 작가는 이 이야기를 고(故) 파나스 메시우라에게 들었다고 밝히며 결말을 덧붙이다. 칼랴프스키는 오래도록 백인장 자리에 있지 못했는데, 곧 상관들의 미움을 샀기 때문이다. 또한 올레나와의 결혼 역시 마법의 결과였기에 불행한 결혼이 된다. 자브료하와 피스트랴크는 무고한 여성들을 물에 빠뜨린 죄로 벌을 받으며, 마녀는 얼마 지나지 않아 죽음을 맞이한다.

## 평가
우크라이나 작가 흐리호리 흐라보비치는 『코노토프의 마녀』를 "19세기 초 우크라이나 산문 문학의 최고 걸작일지도 모른다"라고 평가했다.

## 각색과 업적
이 작품은 1987년 우크라이나 텔레필름(Ukrtelefilm)스튜디오에서 영화로 제작되었으며, 1990년에는 갈리나 시가예바 감독이 알렉산드르 도브젠코 영화 스튜디오에서 다시 영화화하였다.
또한 보흐단 졸다크가 각본을 각색하여 1982년 1이반 프랑코 국립 아카데믹 드라마 극장에서 공연되었으며, 2016년에는 풍자 랩 형식으로도 공연되었다.
정치인 나탈리야 비트렌코는 이 이야기에서 따온 별명인 “코노토프의 마녀”로 불리기도 했다.
2022년 1러시아의 우크라이나 침공과 코노토프 점령 당시, 한 여성이 전차 위에 있는 러시아 군인을 향해 욕설을 퍼붓는 영상이 화제가 되었다. 그녀는 이렇게 말했다.
“여기가 어딘지 몰라? 여긴 코노토프야. 여기 여자들 둘 중 하나는 마녀야. 내일부터 너는 다시는 발기 못 할 거야.”